# Makedorumunjski jezik
Makedorumunjski jezik (aromunski, arumunjski, vlaški; ISO 639-3: rup), jezik Aromuna ili Arumunja, nevelikog raspršenog naroda kojim govori oko 200 000 od 700 000 etničkih Aromuna u Grčkoj, 50 000 u Albaniji (400 000 etničkih; Korçë, Lushnjë, Pernët, Gjirokastër, Sarandë, Berat, Durrës, Kavajë i Tiranë), 4 770 u Bugarskoj (2000 WCD; Peštera, Velingrad, Dupnica, Rakitovo i Blagoevgrad), 8 467 u Makedoniji (1994; Skopje, Štip, Bitola, Kruševo, Struga, Ohrid, Kočani-Vinica, Sveti Nikole, Kumanovo i Gevgelija), 28 000 u Rumunjskoj (Dobrudža) i 15 000 u Srbiji i Kosovu. U Grčkoj se govori u području Soluna, planinama Pind i oko Trikale, također nešto u BIH, i drugdje. Pripada istočnoromanskoj skupini romanskih jezika.

## Vanjske poveznice
- Ethnologue (14th)
- Ethnologue (15th)[neaktivna poveznica]
- Macedon Armans Council
- Macedon Armans Association from France
- Consiliul A Tinirlor Armanj, webpage about Youth Aromanians and their projects

- Romanian, Macedo: A language of Greece